# Hospital Central de las Fuerzas Armadas del Uruguay
El Hospital Central de las Fuerzas Armadas es el hospital encargado de  brindar asistencia a miembros de las fuerzas principales de la Defensa Nacional y a sus allegados, así como también al Presidente de la República y los Secretarios de Estado. Este centro hospitalario esta bajo la dependencia de la Dirección Nacional de Sanidad de las Fuerzas Armadas. 

## Historia

Carro de sanidad militar

Los acontecimientos históricos que acontecían en nuestro país, las carencias en las que se encontraban las Fuerzas Armadas y la necesidad urgente de contar con un servicio de asistencia digno para todos los miembros del cuerpo militar, fueron las causas impulsoras para que el Coronel Pedro de León y otros militares, buscaran y lograran una solución frente a esta carencia y a las malas condiciones higiénicas en las cuales se encontraban los miembros de las Fuerzas Armadas, no solo en tiempos de guerra sino finalizadas las mismas.
Finalmente, gracias al impulso del Coronel Pedro de León es creado el Hospital Militar con la misión de brindar asistencia médica integral a todos los miembros de las fuerzas militares. 
Al poco tiempo de su creación se conformaría una comisión encargada  de recaudar fondos para su construcción, la cual contó con el aporte económico de sus futuros usuarios. El hospital y su edificio fueron inaugurados el 18 de julio de 1908,  simbólicamente el mismo día en el cual se conmemoraba el juramento de la Primera Constitución Uruguaya y con la presencia del presidente de la República, Claudio Williman. 
El 23 de diciembre de 1918 el Senado y la Cámara de Representantes reunidos en laAsamblea General promulgan la creación del Servicio de Sanidad del Ejército y la Armada, órgano que administrara a la institución hospitalaria.  
En 1992, mediante la Ley N.º 16.32 el Servicio de Sanidad Militar pasa a denominarse como la Dirección Nacional de Sanidad de las Fuerzas Armadas.

### Dictadura cívico militar

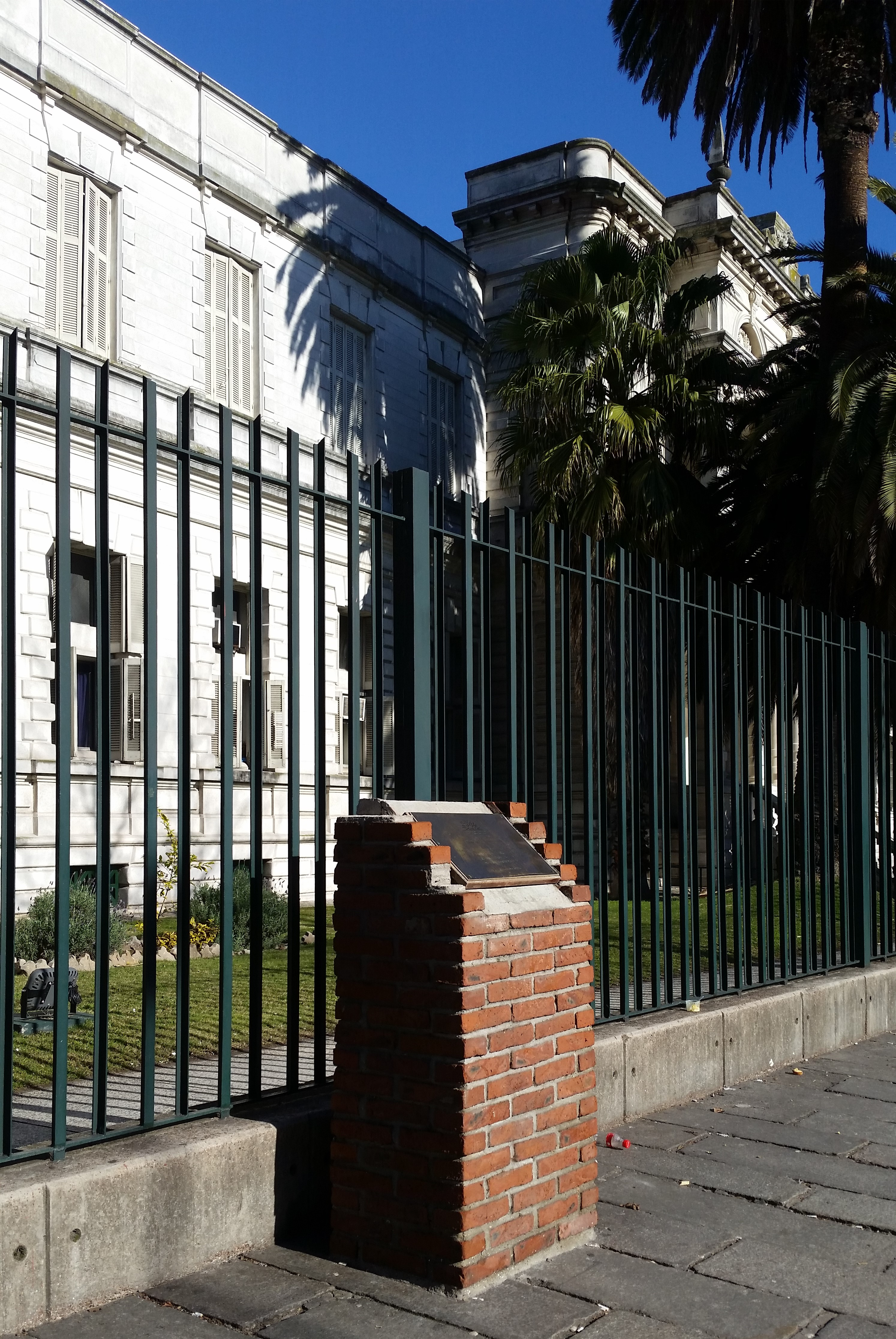
Placa de la memoria en recordación a las víctimas del terrorismo de Estado.

En la última dictadura cívico militar, en la sala número 8 de la institución, funcionó un centro de detención donde fueron atendidos aquellos subversivos heridos en enfrentamientos con las fuerzas armadas. En 2016, una comisión especial, mediante la Ley N° 18596, decidió instalar una marca de la memoria en la puerta del centro hospitalario reconociendo a las víctimas del terrorismo de Estado.

## Arquitectura

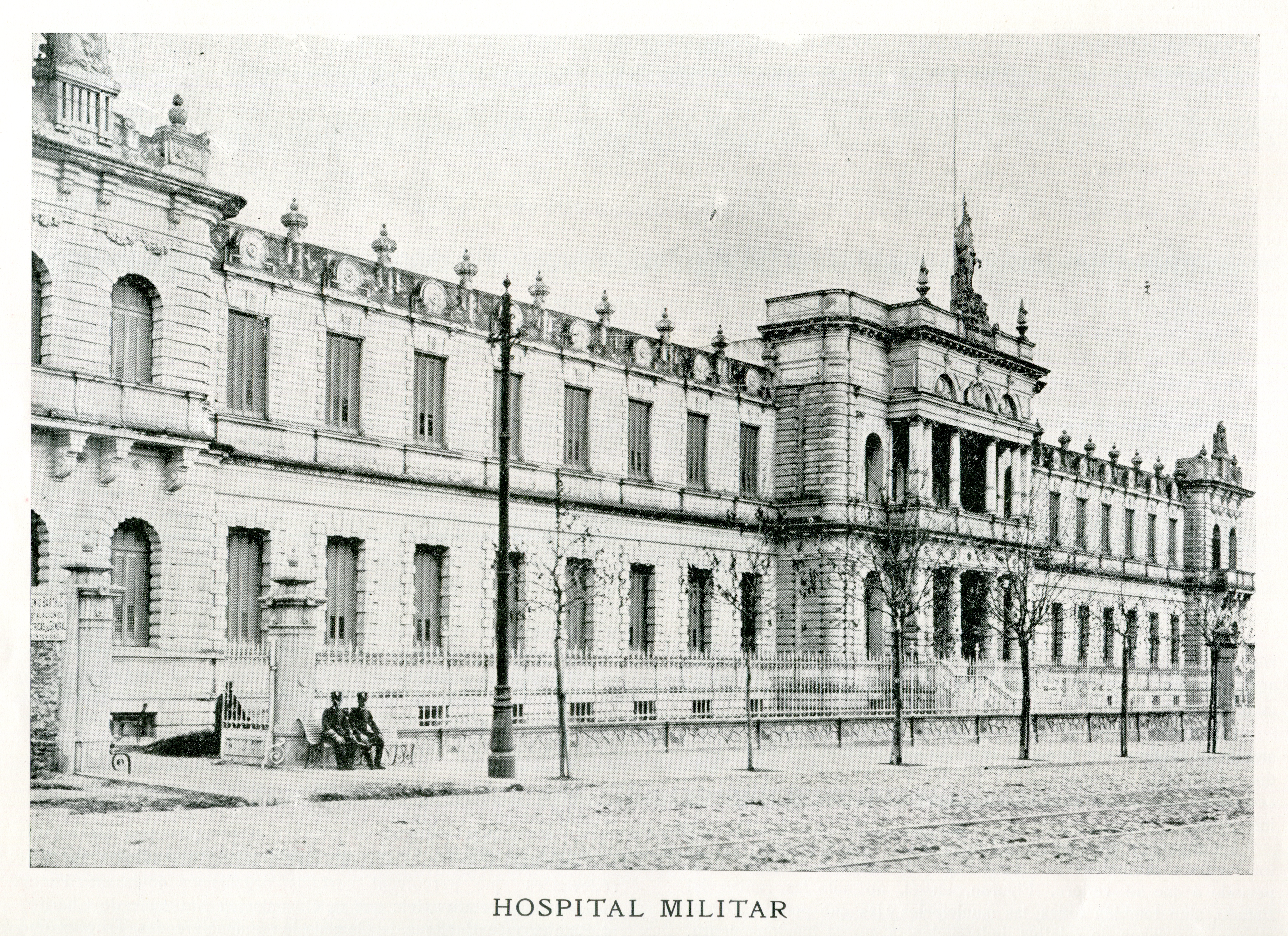
El Hospital Central de las Fuerzas Armadas, en 1908

El diseño y construcción del hospital, estuvo a cargo del ingeniero civil militar de origen italiano, Roberto Armenio, quien se encargó de responder a la evolución de las ideas sociales sobre los padecimientos que prevalecían en la sociedad, principalmente, las enfermedades transmisibles que requerían un fuerte componente higiénico-ambiental. Todas estas nuevas ideas provenían de Francia, país pionero en los avances de la medicina y en donde médicos uruguayos a fines del siglo XIX realizaron y especializaron sus estudios; siendo luego varios de ellos, directivos del Hospital.

Edificio de la Dirección de Sanidad de las Fuerzas Armadas

El 21 de agosto de 1975 el edificio el edificio recibe la declaración de Monumento Histórico Nacional. En los años posteriores comienzan a construirse diferentes edificios anexos, en los alrededores del sanatorio principal y con accesos hacia la avenida Centenario.  

## Escuela
Dicha institución asistencial, cuenta con una Escuela de Sanidad abocada a la capacitación y el perfeccionamiento para el personal profesional de sanidad y para la formación de enfermeros militares que se desempañaran en todas las unidades y áreas. Esta escuela fue creada en 1959, aunque desde 1921 existían y fueron surgiendo cursos de Sanidad Militar.

## Centros de atención
En el año 2000 son creados los centros de atención periférica, con la intención de descentralizar la atención de sus usuarios. Actualmente, la sanidad militar cuenta con catorce centros de atención periféricos  distribuidos en todo el territorio nacional y en zonas y localidades de donde hay una mayor concentración de población de usuarios.  
- Centro de Atención Periférica 1 - Unidad Casavalle, Montevideo
- Centro de Atención Periférica 2 - Punta de Rieles, Montevideo
- Centro de Atención Periférica 3 - Bulevar Artigas, Montevideo
- Centro de Atención Periférica 4 - Minas
- Centro de Atención Periférica 5 - La Boyada
- Centro de Atención Periférica 6 - Chimborazo
- Centro de Atención Periférica 7 - Rivera
- Centro de Atención Periférica 8 - Ciudad de la Costa
- Centro de Atención Periférica 9 -  Melo
- Centro de Atención Periférica 10 - Artigas
- Centro de Atención Periférica 11 - Toledo
- Centro de Atención Periférica 12 -  San José de Mayo
- Centro de Atención Periférica 13 - Durazno
- Centro de Atención Periférica 14 - Laguna del Sauce, Maldonado

## Avances científicos destacados
- En los años 1970 se conformó en el Laboratorio de las Fuerzas Armadas, encargado de la fabricación  de medicamentos para abastecer a todo su personal y los usuarios.

- El 15 de marzo de 1998 se realizó el primer trasplante hepático dando comienzo a la realización de trasplantes hepáticos en el país.

- El 26 de junio de 2001 fue inaugurada la Cámara Hiperbárica donada por la Fundación Francisco Fernández Enciso.

- El 14 de julio de 2009 se realizó el primer trasplante Hepato Renal Bi institucional entre el Hospital Central de las Fuerzas Armadas y el Hospital de Clínicas.

- El 23 de julio de 2018 se realizó la ceremonia de apertura de la primera edición de la Semana del Hígado en el Uruguay, además de la presentación y lanzamiento de un sello conmemorativo 150 trasplantes Hepáticos realizados en el Uruguay, otorgado por la Administración Nacional de Correos.[4]